# Peter Stampfel
Peter Stampfel (nascut el 29 d'octubre de 1938 a Milwaukee, Wisconsin) és un músic americà, intèrpret de violí tradicional, cantant i compositor.
Stampfel és potser més conegut per ser membre de The Holy Modal Rounders, una banda de folk psicodèlic. Durant un breu període també va ser membre de The Fugs i ha sigut el líder de diversos projectes musicals, incloent The Bottlecaps i WORM All-Stars. Ha actuat amb They Might Be Giants, The Roches, Yo La Tengo, Bongwater, Jeffrey Lewis, Michael Hurley, Baby Gramps i Loudon Wainwright III.

## Discografia
| En solitari - May 1994 Hello CD of the Month (1994) - You Must Remember This... (1995) - Dook of the Beatniks (2010) - Better Than Expected (2014) - Holiday For Strings (2016) - The Cambrian Explosion (2017) - The Ordovician Era (2019) Holy Modal Rounders - The Holy Modal Rounders (1964) - The Holy Modal Rounders 2 (1965) - Indian War Whoop (1967) - The Moray Eels Eat The Holy Modal Rounders (1968) - Good Taste Is Timeless (1971) - Alleged in Their Own Time (1975) - Last Round (1978) - Going Nowhere Fast (1981) - Too Much Fun! (1999) | amb The Bottlecaps - Peter Stampfel & the Bottlecaps (1986) - People's Republic of Rock 'n' Rol (1989) - The Jig Is Up (2004) amb Zoë Stampfel - Ass in the Air (2010) amb Baby Gramps - Outertainment (2010) amb Jeffrey Lewis - Come On Board (2011) - Hey Hey, it's... The Jeffrey Lewis & Peter Stampfel Band (2013) - Have Moicy 2: The Hoodoo Bash (2015) amb Luke Faust - Wendigo Dwain Story (2011) amb The Unholy Modal Rounders and others - Have Moicy! (1976) amb The WORM All-Stars - A Sure Sign of Something (2011) |